# Чернавин, Лев Давыдович
Лев Давыдович Чернавин (4 ноября 1928, Большесельский район, Ивановская Промышленная область — 9 мая 2016, Санкт-Петербург) — советский офицер-подводник, контр-адмирал (1975). Командовал подводными лодками и соединениями подводных лодок Северного флота. В отставке — директор филиала ЦВММ на крейсере «Аврора», президент Санкт-Петербургского клуба моряков-подводников и ветеранов ВМФ.

## Биография
Родился 4 ноября 1928 года в селе Елохово Рыбинского района Ярославской области.
В 1929 году семья переехала в Ленинград.
В мае 1942 года стал воспитанником ВМГ № 7 Краснознамённого Балтийского флота, во время Великой Отечественной войны — юнга на флоте, участник обороны Ленинграда.
Окончил:
- Ленинградское военно-морское подготовительное училище (1944—1947),
- Каспийское высшее военно-морское училище в Баку (1947—1951),
- Высшие специальные офицерские классы ВМФ (1957—1958),
- Высшие специальные офицерские классы ВМФ (1960—1961, с отличием),
- Академические курсы Военно-морской академии (1971—1972).

Службу проходил:
- командир БЧ-1-4-РТС тральщика «Михаил Мартынов» 8-го ВМФ (1951—1953),
- помощник командира тральщика «Т-448» (1953—1954),
- помощник командира тральщика «Т-511» (1954—1956) Северного флота,
- командир роты Ленинградского высшего инженерного морского училища имени адмирала С. О. Макарова (1956—1957),
- командир БЧ-1-4 подводной лодки «С-287» (1958—1959),
- помощник командира и старший помощник командира подводной лодки «С-232» (1959—1960),
- командир подводной лодки «С-98» (1961—1964),
- командир подводной лодки «Б-130» (1964—1966),
- начальник штаба (1966—1968) и командир (1968—1971) 161-й бригады подводных лодок,
- командир 96-й бригады подводных лодок (1972),
- начальник штаба (1972—1974) 4-й эскадры подводных лодок Северного флота,
- командир (1974—1979) 4-й эскадры подводных лодок Северного флота,
- начальник командного факультета Высших специальных офицерских классов ВМФ (1979—1988).

После увольнения в отставку работал в филиале Центрального военно-морского музея на крейсере «Аврора»:
- научным сотрудником (1988—1994) и
- директором (1994—2016).

С 2008 и до конца жизни — Почётный Президент Санкт-Петербургского Клуба моряков-подводников и ветеранов ВМФ.

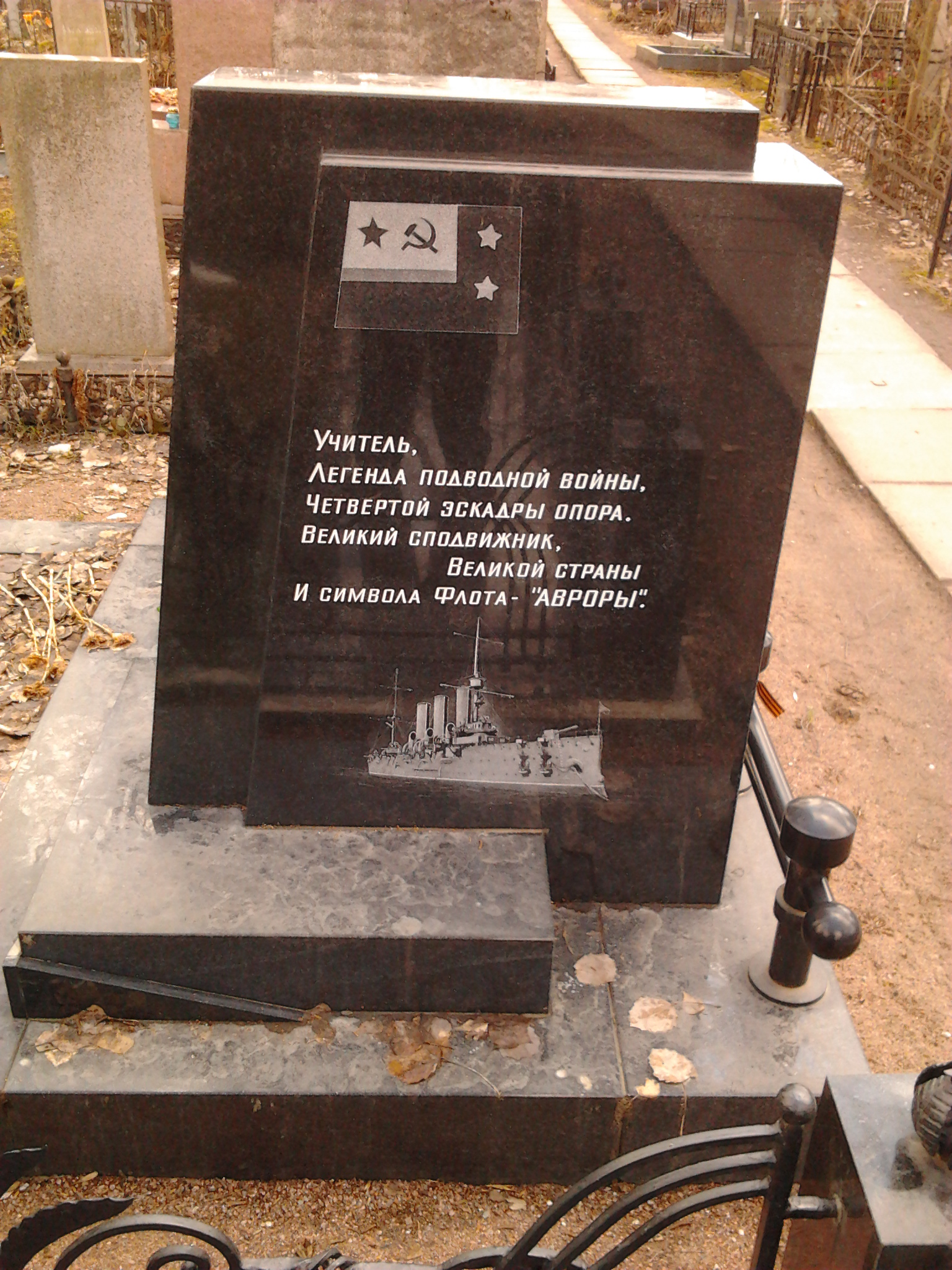
Надгробие Л. Д. Чернавина с обратной стороны.

Был болельщиком футбольного «Зенита», начиная с 1944 года; иногда во время службы на подлодках всплытия подгонял к матчам «Зенита», чтобы узнать счёт. Также был любителем баскетбола, дружил с тренером Владимиром Кондрашиным.
Умер 9 мая 2016 года, похоронен на Серафимовском кладбище (15 уч.).
Именем контр-адмирала Л. Д. Чернавина назван корабль противоминной обороны проекта 12700, спущенный на воду на Средне-Невском судостроительном заводе в апреле 2023 года.

## Награды
- Орден Почёта (2013)[5]
- Орден Красного Знамени
- Орден Отечественной войны II степени
- Орден «За службу Родине в Вооружённых Силах СССР» III степени
- Медаль «За боевые заслуги»
- Медаль «За оборону Ленинграда»
- Почётный гражданин Полярного
- нагрудный знак «За боевое траление»